# 西澤洋和
西澤 洋和（にしざわ ひろかず、1955年6月23日 - ）は元NHKアナウンサー。

## 人物
群馬県出身。群馬県立高崎高校、早稲田大学卒業後1979年入局。初任地は帯広。徳島、甲府、仙台、室蘭、東京アナウンス室、帯広、札幌、2006年室蘭局に放送部長（のち副局長）として異動し、現場を離れたがアナウンス代行を務めたこともあった。2009年函館と勤務。2013年アナウンスルームの一覧から消去される。現在は退職。

## 過去の担当番組
帯広局時代
- 夕べのひととき[7]
- リクエストアワー

仙台局時代
- ウィークエンド東北

東京アナウンス室時代
- BSニュース50（土・日）

帯広局時代
- 金曜まるごと十勝

札幌局時代
- おはよう北海道（土曜日キャスター）
- ラジオ制作デスク
- 金曜ひろば640

函館局時代
- どどんと道南ラジオ
- ネットワークニュース北海道